# Àngel Rodríguez Vilagran
Àngel Rodríguez Vilagran (Girona, 1966) és un periodista català.

## Biografia
Doctor en Periodisme i Ciències de la Comunicació (Universitat Autònoma de Barcelona) i Llicenciat en Ciències Religioses (ISCR Girona - Facultat de Teologia de Catalunya). Nascut a Girona, sempre ha estat empadronat a Salt. Ha estat a Ràdio Saturn (Cassà de la Selva), Ràdio Salt, Ràdio Grup, Ràdio Girona, Ràdio Marina, Ràdio Palamós i COPE Figueres. Des de 1991 treballa a l'Oficina de Comunicació del Bisbat de Girona. Des d'aleshores presenta el programa de ràdio diocesà "Església Viva" per a unes 22 emissores de ràdio i el programa "El Mirall" per la Cadena COPE de Girona.

## Premis
L'any 2010 va guanyar el Premi Recull en l'apartat de periodisme (Premi Salvador Reynaldos) amb l'article "Unes caixetes que són com fonts sonores".

## Obra
- Maria als santuaris del Bisbat de Girona: devoció, història, tradicions, natura, excursions, gastronomia...'. Ed. Delegació de Pastoral de Turisme i Santuaris del Bisbat de Girona, Girona, 1998 i 2004 ISBN 8493014206[4]
- Mil pensamientos para vivir mejor. Ed. Edibesa, Madrid 2000 i 2002. ISBN 9788484071884[5]
- Jardín de María, plantado en el Principado de Cataluña (Girona, 1772) de Narcís Camós. Estudi i edició d'Àngel Rodríguez i de Pep Vila (edició facsímil dels capítols del bisbat de Girona) Girona: Diputació de Girona, 2008 ISBN 9788496747289[6]
- La comunicació catòlica a la diòcesi de Girona. Ed. Institut d'Estudis Gironins i Ajuntament de Girona, Girona, 2011 ISBN 9788486953362
- Sant Narcís, el sant de les mosques. Ed. Centre de Pastoral Litúrgica, Barcelona 2014. ISBN 978-84-9805-693-8
- Festes i tradicions del calendari litúrgic. Ed. Diputació de Girona, Girona 2014. ISBN 978-84-15808-15-2
- Sant Mer, el sant amansidor. Ed. Centre de Pastoral Litúrgica, Barcelona 2015. ISBN 978-84-9805-803-1
- Sant Ferriol, soldat de Déu. Ed. Centre de Pastoral Litúrgica, Barcelona 2016. ISBN 978-84-9805-915-1
- Fra Dalmau Moner, amb olor de santedat. Ed. Centre de Pastoral Litúrgica, Barcelona 2017. ISBN 978-84-9165-067-6
- Maria Trenta-Un Santuaris. Ed. Claret, Barcelona 2018. ISBN 9788491360216
- 1001 Llegendes i mites de Catalunya. Ed. L'Arca (Redbook), Teià 2018. ISBN 978-84-948364-5-9
- 365 dies amb Maria. Ed. Claret, Barcelona 2020. ISBN 978-84-9136-365-1
- Festes i tradicions catalanes. Ed. L'Arca (Redbook), Teià 2022. ISBN 978-84-124149-3-6
- Santa Afra, màrtir singular. Ed. Centre de Pastoral Litúrgica, Barcelona 2022. ISBN 978-84-916530-4-2
- Les Fires de Sant Narcís. Ed. Diputació de Girona, Girona 2023. ISBN 978-84-18734-30-4
- Sant Benet-Josep Labre, el pelegrí de Déu. Ed. Centre de Pastoral Litúrgica, Barcelona 2024. ISBN 978-84-9165-621-0